# 阿洛伊斯·哈巴
阿洛伊斯·哈巴（捷克語：Alois Hába，1893年6月21日—1973年11月18日），捷克当代作曲家，微分音乐的代表作曲家。

## 生平
- 1893年生于捷克的摩拉维亚地区（当时是奥匈帝国的一部分）。
- 1914年第一次世界大战爆发，哈巴搬到了布拉格居住并作了作曲家诺瓦克的学生。在这段时间里他分析了德彪西、雷格尔、斯克里亚宾、理查德·施特劳斯的作品，同时研究不符合平均律的摩拉维亚民歌。
- 1915年应召入伍参加了奥地利军队，并前往俄国前线。
- 1916年前往意大利前线，在前线他仍坚持学习音乐，创立了四分之一音律体系，发表了四分之一音作品。
- 1918年初离开前线到维也纳做了施雷克尔的学生。一战后他留在维也纳，成为勋伯格的拥护者，努力学习、研究勋伯格的作品。
- 1920年施雷克尔搬到柏林，哈巴也一同搬至柏林。
- 1923年与意大利著名作曲家布索尼会面，受到布索尼的鼓励。纳粹执政后，他返回了布拉格任教于布拉格音乐学院。
- 1924年他设计并制造了世界第一架四分之一音钢琴。
- 1927年发表了六分之一音律体系。
- 1931年他创作了代表作四分之一音歌剧《母亲》。
- 1939年纳粹占领捷克，哈巴的作品遭到禁演。
- 1941年布拉格音乐学校被迫关闭。
- 1945年战争结束后，哈巴得以重返讲台。
- 1948年斯坦利执政捷克斯洛伐克共产党期间，哈巴再次遭到迫害。
- 1953年斯坦利死后哈巴得以恢复名誉。

## 主要作品
- 歌剧《母亲》（1931年）
- 歌剧《愿您的国降临》（1934年）